# Sportclub Arena
Die Sportclub Arena (Eigenschreibweise SPORTCLUB Arena) ist die 1994 erbaute und seither mehrmals erweiterte Spielstätte des ostwestfälischen Fußballvereins SC Verl, der seit 1945 auf dem Gelände spielt.

## Lage und Ausstattung
Die Sportclub Arena befindet sich im nordöstlichen Zentrum der Verler Innenstadt östlich der Poststraße, dem früheren Namensgeber des Stadions. Es handelt sich um ein reines Fußballstadion ohne eine das Spielfeld umgebende Laufbahn. Die Sportclub Arena hat seit dem letzten Ausbau 2023 eine Kapazität von 5207 Plätzen, davon 2207 Sitzplätze und 3000 Stehplätze. Sämtliche Plätze sind seit 2016 überdacht. Kein Zuschauerplatz ist mehr als 15 Meter von der Außenlinie entfernt. Eine Besonderheit stellen 68 „Thekenplätze“ auf der Osttribüne dar, wo die Zuschauer die Spiele auf einer Art Barhocker an einem schmalen Tisch verfolgen können. Die Thekenplätze verlaufen über die gesamte Tribüne und werden mittig vom VIP-Bereich unterbrochen. Mit einer zusammengerechneten Länge von 65,2 Metern würde die Sportclub Arena über die längste Theke im deutschen Profifußball verfügen.
Das Stadion verfügt über eine Flutlichtanlage mit 1000 Lux. Hinter der Nordtribüne befindet sich das Sportheim des SC Verl. Oberhalb der Osttribüne befindet sich der 1924 genannte V.I.P.-Raum, dessen Name vom Gründungsjahr des Vereins abgeleitet ist. Neben dem Stadion verfügt die Anlage über drei weitere Fußballplätze sowie das Baseballfeld der Verl/Gütersloh Yaks. Mit öffentlichen Verkehrsmitteln ist das Stadion vom Gütersloher Hauptbahnhof aus mit der Buslinie 73 zu erreichen. Von der Haltestelle Jagdhütte sind es etwa 650 Meter zum Stadion. Alternativ sind es 900 Meter Fußweg von der Haltestelle Schulzentrum.

## Geschichte

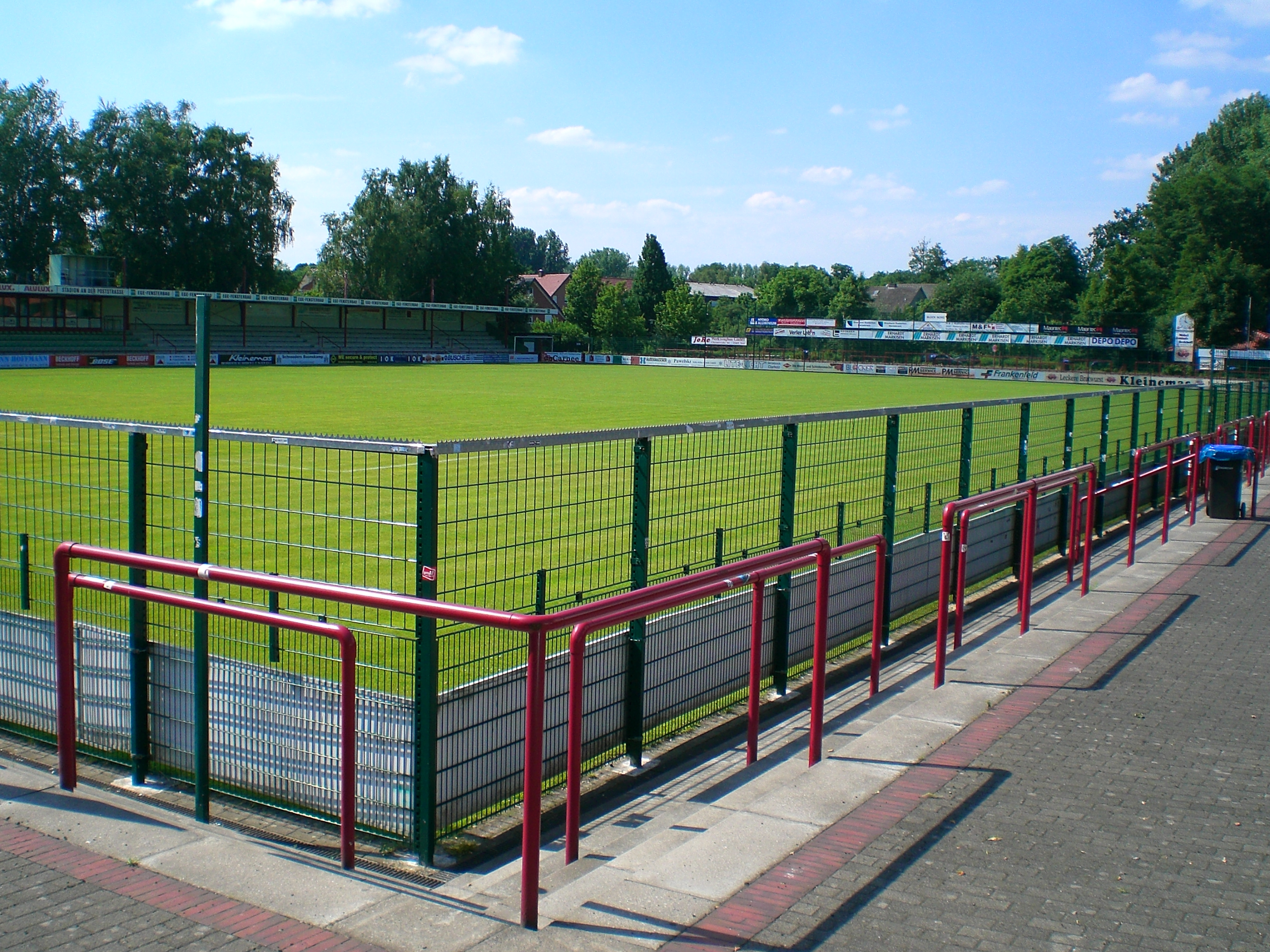
Stadion an der Poststraße (2008)

### Vom Sportplatz zum Stadion
Seit 1945 spielt der SC Verl auf dem Gelände an der Poststraße. Das Gelände gehörte zuvor dem jüdischen Kaufmann Max Hoppe und wurde dem Verein nach Kriegsende von der Gemeinde überlassen. Zum Problem wurde der hohe Grundwasserspiegel, wodurch der Sportplatz in den 1940er Jahren als „Sumpfloch“ galt. Im Jahre 1947 ließ der Verein für 3000 Reichsmark den Platz mit Schlacke auffüllen, was aber nicht zur Verbesserung der Situation führte. Im Jahre 1955 wurde mit hohem finanziellen Aufwand erneut versucht, das Gelände zu entwässern. Auch dieser Versuch scheiterte. Zu allen Unglück konnte kein neuer Versuch gestartet werden, da die durchführende Firma zwischenzeitlich Konkurs anmelden musste. Mehrfach musste der SC Verl auf andere Sportplätze ausweichen, unter anderem auf den Marktplatz, auf die Blaue Grotte, wo sich heute die Tennisanlage des TTC Verl befindet oder an der Bühlbuschschule.
Erst als im Jahre 1968 ein Drainagesystem verlegt wurde, konnte das Problem mit dem Wasser auf der Spielfläche gelöst werden. Drei Jahre später wurden zwei Kabinen und ein Schiedsrichterraum gebaut. Nach dem Aufstieg des Sportclubs in die Oberliga Westfalen im Jahre 1986 wurde der Sportplatz um eine erste Tribüne erweitert. Mit der Qualifikation des SC Verl für die Regionalliga West-Südwest im Jahre 1994 wurde das Gelände an der Poststraße umgebaut und erweitert, um den Anforderungen der damals dritthöchsten Spielklasse gerecht zu werden. Es wurde eine neue Haupttribüne mit 1200 Sitzplätzen errichtet und neue Stehplatztribünen mit Wellenbrechern installiert. Die Spielfläche wurde um 20 Meter nach Norden verlegt. Gleichzeitig wurde aus dem Sportplatz das Stadion an der Poststraße.

### Vom Stadion zur Arena
Im Jahre 2008 wurde das Stadion nochmals um zusätzliche Stehplätze auf der Gegengeraden erweitert, um die vom DFB für die Regionalliga geforderte Kapazität von 5001 Plätzen zu erreichen. Die Baukosten beliefen sich auf rund 340.000 Euro. Die Anlage bestand zu diesem Zeitpunkt aus der überdachten Sitzplatztribüne längs der Westseite des Platzes, sowie nicht überdachten Stehplatzrängen auf den übrigen drei Seiten. Die Spieler- und Trainerbänke wurden fest in die Westtribüne installiert, um Sichtbehinderungen auf die gegenüberliegende Seite zu vermeiden.
Von Mai 2015 bis Juli 2016 wurde das Stadion erneut umgebaut. Sämtliche Zuschauerplätze wurden überdacht und eine Flutlichtanlage aufgestellt, die am 9. Oktober 2015 bei einem Spiel des SC Verl gegen den damaligen Zweitligisten SC Paderborn 07 (1:3) erstmals genutzt wurde. Die Sitzplätze wurden im Sinne des Lärmschutzes auf die Osttribüne verlegt. Darüber hinaus wurde eine neue Beschallungsanlage installiert und ein V.I.P.-Raum inklusive Business-Bereich mit 200 Plätzen errichtet. Die Umbaukosten lagen bei rund zwei Millionen Euro, wobei die Stadt Verl einen festgeschriebenen Zuschuss in Höhe von 895.000 Euro beisteuerte. Sponsoren und Gönner des Vereins kauften Unterstützersteine im Wert von 5000 Euro, die in die Rückwand der Tribünen oder den Boden eingelassen wurden.
Der Ausbau war nicht unumstritten, da drei Anwohner kurz nach der Baugenehmigung durch die Stadt Verl gegen den Ausbau klagten. Nach mehreren Gesprächen und Gutachten konnten die Bauarbeiten dennoch beginnen. Die formelle Eröffnung des nunmehr Sportclub Arena genannten Stadions fand am 15. Juli 2016 mit einem Spiel des Sportclub gegen den Bundesligisten Bayer 04 Leverkusen statt, bei dem sich beide Mannschaften vor 2500 Zuschauern mit 1:1 trennten.

### Ertüchtigung für die 3. Liga
Mit dem Aufstieg in die 3. Liga im Jahre 2020 war die Infrastruktur den gestiegenen Anforderungen an ein Stadion der dritthöchsten Spielklasse erneut nicht gewachsen. Insbesondere die geforderte Kapazität von mindestens 10.000 Plätzen stellte die Verantwortlichen vor eine Herausforderung. Der Sportclub wich zunächst in die Benteler-Arena in Paderborn aus. In der Spielzeit 2021/22 nutzte der Verein das Stadion am Lotter Kreuz in Lotte und anschließend wieder nach Paderborn. Eine Ertüchtigung des Gütersloher Heidewaldstadions wurde angedacht, musste aber wieder verworfen werden.
Langfristig sollte wieder in Verl gespielt werden. Zur Saison 2022/23 senkte der DFB die Mindestkapazität für Drittligastadien von 10.000 auf 5001 Plätze, was den Weg frei machte für eine Drittliga-Ertüchtigung der Sportclub-Arena selbst. Zur Finanzierung des Umbaus, der mit etwa acht Millionen Euro veranschlagt wurde, gründeten der SC Verl und die Stadt Verl eine Stadiongesellschaft, an der die Stadt zu 40 % und der Verein mit 60 % beteiligt sind.
Die Umbauten umfassten u. a. den Einbau einer Rasenheizung und eines Hybridrasens, die Verstärkung der Flutlichtanlage, die Umwandlung der Osttribune in eine reine Sitzplatztribüne, um das erforderliche Minimum von 2000 Sitzplätzen zu erreichen, und die Erweiterung der Stehplatztribünen hinter den Toren, um die Gesamtkapazität über den geforderten 5000 Plätzen zu halten. Mit dem ersten Drittliga-Heimspiel der Saison 2023/24 am 20. August 2023 gegen den SSV Jahn Regensburg wurde die Sportclub-Arena erneut für den Spielbetrieb vor Zuschauern freigegeben. Beim Derby gegen Arminia Bielefeld am 3. Oktober 2023 war die Arena das erste Mal nach dem Umbau ausverkauft.

## Weitere Nutzung
Die Sportclub Arena war am 29. Mai 2021 der Austragungsort des Endspiels um den Westfalenpokal 2020/21, wo sich Preußen Münster mit 1:0 gegen die Sportfreunde Lotte durchsetzen konnte. Aufgrund von Restriktionen im Zusammenhang mit der COVID-19-Pandemie fand das Spiel vor Ausschluss der Öffentlichkeit statt. Am 10. Oktober 2023 trug der Landesligist SuS Westenholz sein Achtelfinalspiel im Westfalenpokal 2023/24 gegen Arminia Bielefeld in der Sportclub Arena aus. 3020 Zuschauer sahen einen 5:0-Sieg der Bielefelder. Am 5. und 9. April 2024 trug die deutsche U-20-Nationalmannschaft der Frauen zwei Länderspiele gegen die USA und Kanada in der Sportclub Arena aus. Das Spiel gegen die USA endete vor 1543 Zuschauern torlos. Kanada hingegen wurde vor 502 Zuschauern mit 2:0 geschlagen.